# 이화례
이화례(1899년 2월 10일? ~ 2020년 5월 17일)는 대한민국의 슈퍼센티네리언이자 여성 장수인이다. 그러나 증명이 가능한 공식적인 기록들과는 상충되며 제시할 수 있는 증거들이 없기에 정식으로 인정받은 기준에는 못미치는 개인의 주장이라 보는게 타당하다. 개별적 주장으로는 충준히 현재까지 19세기 추린 인물들이 존재하나 공식적으로 최후의 19세기 인물은 2018년에 사망한 엠마 모라노와 다지마 나비 할머니이다.

## 같이 보기
- 박명순
- 최애기
- 오윤아
- 김진화
- 김엄곡
- 엄옥군
- 백세인
- 장수
- 최장수인